# Saltaranocchio
Saltaranocchio è un album del gruppo rock progressive italiano Piazza delle Erbe, pubblicato nel 1977. Si tratta di un concept album ispirato al racconto omonimo dello scrittore Edgar Allan Poe.

## Tracce
1. Un tempo lontano (Bellani) - 4:13
2. Saltaranocchio fammi divertire! (Mori) - 1:33
3. La fiaba (Diliberto - Mori) - 8:53
4. Una festa ci sarà (Mori) - 2:11
5. Scimmioni incatenati!?! (Bellani - Diliberto - Mori) - 5:03
6. Fiabe (Bettinelli) - 2:37
7. Presagi (Diliberto - Mori) - 6:34
8. La festa (Mori) - 1:17
9. Manca poco alla mezzanotte (Bettinelli) - 2:23
10. L'arte del buffone (Bellani) - 4:04
11. La vendetta (Diliberto - Mori) - 5:15

## Formazione
- Michele Diliberto - voce, flauto, sassofono
- Andrea Bellani - voce, chitarra
- Bruno Mori - voce, basso, mandolino
- Flavio Arpini - voce, tastiere, violoncello
- Giorgio Bettinelli - voce
- Roberto De Giuseppe - voce
- Stefano Erfini - percussioni, chitarra
- Lucio Fabbri - voce, violino, tastiere
- Lisi Gallini - voce
- Mario Petrò - batteria, percussioni